# Шансо сир Шоазиј
Шансо сир Шоазиј (фр. Chanceaux-sur-Choisille) насеље је и општина у централној Француској у региону Центар (регион), у департману Ендр и Лоара која припада префектури Тур.
По подацима из 2011. године у општини је живело 3562 становника, а густина насељености је износила 192,85 становника/km². Општина се простире на површини од 18,47 km². Налази се на средњој надморској висини од 120 метара (максималној 121 m, а минималној 62 m).

## Демографија
| 1962. | 1968. | 1975. | 1982. | 1990. | 1999. | 2011. |
| ----- | ----- | ----- | ----- | ----- | ----- | ----- |
| 726   | 701   | 959   | 1.801 | 2.601 | 2.821 | 3.562 |

График промене броја становника у току последњих година